# Sabine Impekoven

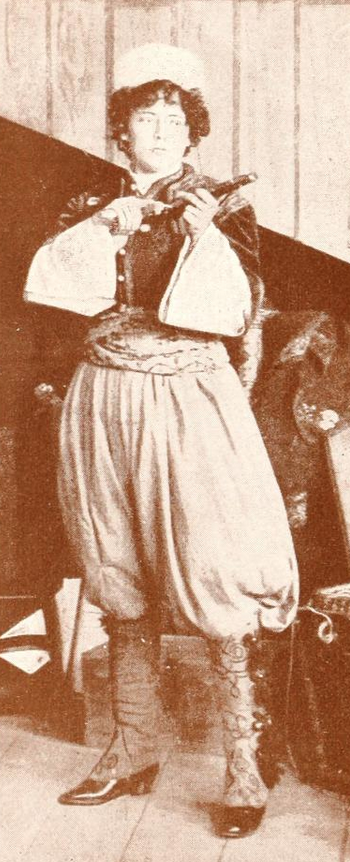
Sabine Impekoven, 1913

Sabine Impekoven (* 16. Juni 1889 in Köln; † 25. April 1970 in Frankfurt am Main) war eine deutsche Schauspielerin.

## Leben
Die Schwester von Toni Impekoven debütierte 1907 am Friedrich-Wilhelm-Städtischen Schauspielhaus in Berlin, zu dessen Ensemble sie bis 1912 gehörte. In diesem Jahr war sie erstmals in einem Stummfilm zu sehen.
Die Filme, in denen sie auftrat, waren kurze Grotesklustspiele und Melodramen, wie sie in dieser Zeit üblich waren. Mehrmals war sie die Partnerin ihres Ehemannes Leo Peukert. Daneben spielte sie weiterhin Theater in Berlin, zum Beispiel am Lustspielhaus. Nach einem Autounfall im Jahr 1926, bei dem sie schwere Verbrennungen erlitt, beschränkte sie sich auf Repräsentationsaufgaben an der Seite ihres Mannes.
Das Grab von Sabine Impekoven und Leo Peukert befindet sich auf dem Münchener Waldfriedhof.

## Filmografie
- 1912: Vorgluten des Balkanbrandes
- 1913: Wie die Blätter …
- 1913: Signes List
- 1913: Nach dem Tode
- 1913: Die Landkur
- 1913: Fabrik-Marianne
- 1913: Ein Ausgestoßener, 1. Teil
- 1913: Der Zopf
- 1913: Das verschleierte Bild von Groß-Kleindorf
- 1914: Die geheimnisvolle Villa
- 1914: Es lebe der König!
- 1915: Der ewige Friede. Ein Ausgestoßener, 2. Teil
- 1917: Die sieben Frechdachse
- 1917: Postkarten-Modell
- 1919: Die Geliebte des Verbrecherkönigs
- 1919: Mein Leopold
- 1920: Hasemanns Töchter
- 1920: Lolos Vater
- 1920: Doktor Klaus
- 1921: Der Herr Papa
- 1921: Der Herr Impresario
- 1921: Freie Bahn dem Tüchtigen
- 1922: Lohengrins Heirat
- 1922: Der Herr Landrat
- 1923: In der Nacht – in der Nacht